# Tersilochus tripartitus
Tersilochus tripartitus är en stekelart som först beskrevs av Carl Gustav Alexander Brischke 1880.  Tersilochus tripartitus ingår i släktet Tersilochus och familjen brokparasitsteklar. Arten är reproducerande i Sverige. Inga underarter finns listade i Catalogue of Life.